# Cyrielle Cotry
Cyrielle Cotry, née le 8 juin 1987 à Vannes, est une archère française. 

## Biographie
Cyrielle Cotry participe aux compétitions internationales avec un arc classique.

## Palmarès

### Championnats du monde en salle
- Championnats du monde de tir à l'arc en salle 2007 à Izmir
  -  Médaille d'or en arc classique par équipe avec Laure Delfau et Bérengère Schuh.

### Championnats d'Europe
- Championnats d'Europe de tir à l'arc 2012 à Amsterdam
  -  Médaille d'or en arc classique par équipe avec Céline Bezault et Bérengère Schuh.
  -  Médaille de bronze en arc classique individuel.